# آنا جي. منديز
آنا جي. منديز (بالإنجليزية: Ana G. Méndez)‏ هي مربية أمريكية، ولدت في 7 يناير 1908 في Aguada, Puerto Rico ‏ في الولايات المتحدة، وتوفيت في 18 فبراير 1997 في سان خوان في بورتوريكو.